# Bedford Heights (Ohio)
Bedford Heights ist eine City im Cuyahoga County, Ohio, Vereinigte Staaten. Bei der Volkszählung 2020 hatte sie 11.020 Einwohner. Die Stadt liegt in der Nachbarschaft der Stadt Bedford.

## Geschichte
Bis in die 1950er-Jahre teilte Bedford Heights die Geschichte von Bedford Township. Bedford Township war 1797 als Teil der Connecticut Western Reserve der Connecticut Land Company vermessen und am 7. April 1823 offiziell eingerichtet worden. 1830 wurden die Grenzen und das Innere dieses Townships von Hezekiah Dunham nochmals genau ausgemessen. Das Haus, das er damals errichtete, kann noch heute besichtigt werden. Am 15. März 1837 wurde Bedford eine eigenständige Gemeinde, 1915 folgte Maple Heights. Bedford Heights verblieb weiterhin im Township. 
Erst im September 1950 unterzeichneten 91 Bürger eine Petition, die die Errichtung von Bedford Heights als eigene Gemeinde ermöglichen sollte. Dieser Antrag wurde jedoch von der Bedford Township Civic League mit 239 zu 231 Stimmen knapp abgelehnt. Am 20. Februar 1951 wurde neuerlich eine Abstimmung abgehalten, die die Einrichtung der Gemeinde Bedford Heights schließlich mit 244 zu 220 Stimmen befürwortete. Robert Williford wurde der erste Bürgermeister. Es kam zwar später noch einmal zu einem Antrag, die Gemeinde Bedford Heights mit der Stadt Bedford zusammenzulegen, dieser wurde jedoch mit großer Mehrheit abgelehnt. Nachdem auch Oakwood und Walton Hills eigenständig geworden waren, wurde die Township-Verwaltung aufgelöst. 
1952 wurde der "Bedford Heights Informer" die erste lokale Zeitung der Gemeinde. 1960 trat ein neues Statut für die Gemeinde in Kraft, das die Stadterhebung vorbereiten sollte. Am 4. Januar 1961 bekam Bedford Heights den Status einer City.

## Bildung
Bedford Heights bildet zusammen mit Bedford, Oakwood und Walton Hills den Bedford School District. Dazu gehören die Bedford High, die Central Primary School, die Glendale Primary School, die Columbus Intermediate School, die Carylwood Intermediate School, die Heskett Middle School und die Bedford High.
Nur die Columbus Intermediate School und die Heskett Middle School liegen in Bedford Heights, alle anderen Schulen liegen direkt auf dem Stadtgebiet von Bedford.